# Arrow Motor Buggy Company
Arrow Motor Buggy Company war ein US-amerikanischer Hersteller von Automobilen.

## Unternehmensgeschichte
Das Unternehmen wurde 1907 in St. Louis in Missouri gegründet. Es stellte Automobile her, die als Arrow vermarktet wurden. Im gleichen Jahr endete die Produktion.
Es gab keine Verbindung zur National United Service Company und zur M. C. Whitmore Company, die den gleichen Markennamen verwendeten.

## Fahrzeuge
Das einzige Modell war ein Highwheeler, also ein Fahrzeug mit besonders großen Rädern und hoher Bodenfreiheit für die damaligen schlechten Straßen. Ein Zweizylindermotor trieb über eine Kette die Hinterachse an. Die offene Karosserie bot Platz für zwei Personen. In der Werbung wurde behauptet, dass die Handhabung des Fahrzeugs so einfach sei, dass sogar ein Kind damit fahren könne. Der Neupreis betrug 250 US-Dollar. Zum Vergleich: Das Ford Modell N kostete im gleichen Jahr in der billigsten Ausführung 600 Dollar.